# Terroranschlag in Marrakesch

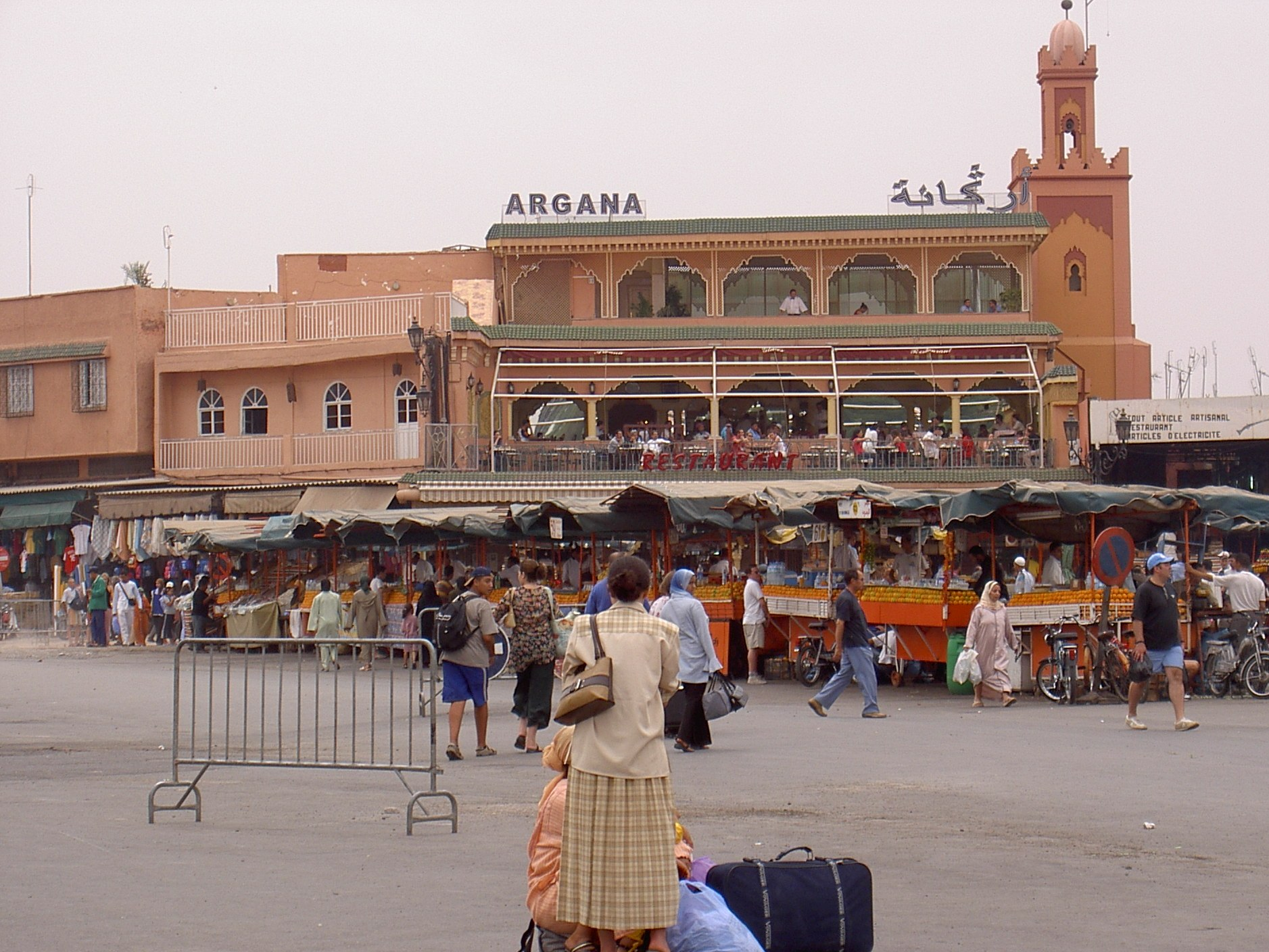
Café Argana (August 2004)

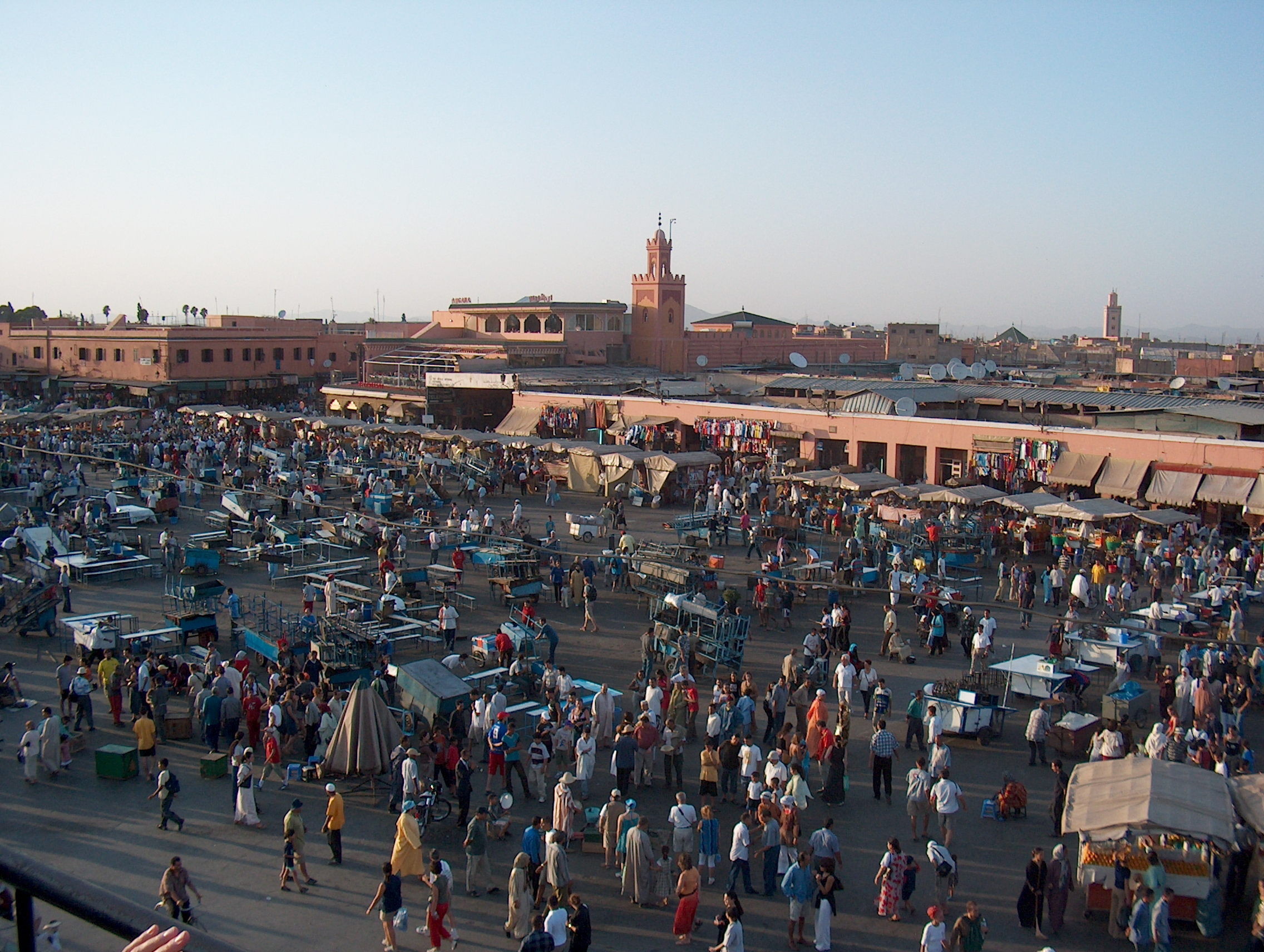
Blick über den Djemaa el Fna, das Café Argana im Hintergrund

Bei einem Terroranschlag in Marrakesch in Marokko am 28. April 2011 um 11:50 Uhr Ortszeit starben 17 Menschen.

## Verlauf
Die Explosion im Café Argana, direkt an dem auch von Touristen besuchten und sehr belebten Marktplatz Djemaa el Fna gelegen, wurde laut den Ermittlungen durch eine Fernzündung ausgelöst. Somit handelte es sich nicht um einen Selbstmordanschlag. Die Explosion zerstörte das Erdgeschoss und zu großen Teilen die Terrasse im Obergeschoss des Gebäudes. 

## Opfer
Es ist der folgenschwerste Anschlag in Marokko seit den Anschlägen von Casablanca 2003. 17 Todesopfer wurden geborgen, darunter acht Franzosen und drei Schweizer.

## Reaktionen
Der UN-Sicherheitsrat in New York verurteilte die Tat.

## Ermittlungen
Ein Hauptverdächtiger wurde verhaftet. Dieser gab ein Geständnis ab und nahm an einer Nachstellung des Anschlags am Tatort teil. Am 22. September 2011 widerrief er sein Geständnis wieder. Die Aussagen seien unter Androhung von Folter entstanden. Der Hauptangeklagte Adil al-Atmani wurde am 28. Oktober 2011 zum Tode verurteilt, die Komplizen erhielten eine lebenslange Freiheitsstrafe.
Am 9. März 2012 verurteilte ein Berufungsgericht in Rabat einen zweiten Angeklagten zum Tode. Es handelte sich um Hakim Dah, einem Vertrauten von al-Atmani. Das Gericht verwandelte die ursprüngliche lebenslange Strafe in die Todesstrafe. Die Todesstrafe gegen al-Atmani wurde bestätigt. Bei weiteren sechs Angeklagten wurde die Strafe verschärft. Statt zwei bis vier Jahre müssen sie nun sechs bis zehn Jahre ins Gefängnis. Die Strafe einer weiteren Mitangeklagten beließ das Gericht bei zwei Jahren. Alle Angeklagten bestreiten eine Verbindung zum Dschihad oder zum Terrorismus. Die Opferfamilien sprachen sich gegen die Todesstrafen aus, um keine Märtyrer zu schaffen.